# FK Balkan Skopje

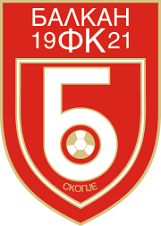
Escudo do FK Balkan Skopje.

O FK Balkan Skopje foi um clube de futebol macedônio com sede em Skopje. A equipe competiu no Campeonato Macedônio de Futebol.

## História
O clube foi fundado em 1921 e dissolvido em 2012.